# Winnie Holzman
Winnie Holzman (Manhattan, Estados Unidos, 18 de agosto de 1954) es una dramaturga, guionista y poeta estadounidense. Es conocida por haber creado la serie de televisión de ABC My So Called Life, que la llevó a ser nominada a un premio Emmy de guion en 1995, así como por su trabajo escribiendo para Thirtysomething y Once and Again. Holzman se ha ganado la fama por su trabajo en Broadway, sobre todo por coescribir el exitoso musical Wicked.

## Primeros años
Holzman nació en Manhattan, pero creció en Roslyn Heights, Nueva York, en Long Island parte de una familia judía. Aunque era tímida, quería convertirse en actriz. A los 13 años, asistió a la Circle in the Square Theatre School en Nueva York.

## Carrera
Holzman se graduó con una licenciatura en inglés y una concentración en escritura creativa en la Universidad de Princeton. Ganó muchos premios de poesía, incluido el Premio de la Academia de Poetas Estadounidenses.
Holzman había estado actuando en sketches de comedia durante años, «decidida a no ganar ni un centavo», pero, por recomendación de un amigo de la universidad, solicitó asistir al programa de teatro musical de la Universidad de Nueva York. Finalmente, obtuvo su maestría en Escritura de Teatro Musical con una beca completa. Arthur Laurents fue uno de sus mentores. Otros maestros incluyeron a Stephen Sondheim, Hal Prince, Betty Comden, Adolph Green y Leonard Bernstein.

### Teatro
Sus créditos como escritora teatral incluyen Serious Bizness. Mientras estaba en NYU, escribió el musical Birds of Paradise (con el compositor David Evans), que fue producido Off-Broadway en 1987 y dirigido por Laurents.
Holzman hizo su debut en Broadway en 2003 cuando escribió el guion para el musical de Stephen Schwartz Wicked, basado en la novela del mismo nombre de Gregory Maguire. Ganó el premio Drama Desk al mejor libro de un musical y fue nominada al Premio Tony al mejor guion de un musical.

### Escritura en televisión
En 1988, el esposo de Holzman, el actor y escritor Paul Dooley, consiguió un trabajo en Los Ángeles en la serie de televisión Coming of Age. Mientras visitaba a su hermano, el director de fotografía Ernest Holzman, en el set de Thirtysomething, el escritor Richard Kramer le sugirió que debería escribir para el programa. Ed Zwick y Marshall Herskovitz compraron un guion especulativo de Holzman, y ella se convirtió en escritora de Thirtysomething en 1989. Escribió nueve episodios durante sus últimas dos temporadas. Más tarde, Zwick y Herskovitz fueron productores ejecutivos de My So-Called Life, un programa sobre una adolescente. Holzman pasó de editora de historias a editora ejecutiva de historias a creadora y escritora del programa.
Holzman ha colaborado en varios cortometrajes con su hija, Savannah. Escribieron un piloto de televisión basado en la novela Huge de Sasha Paley, que ABC Family dio luz verde en enero de 2010 con un pedido directo a la serie. Huge se estrenó a finales de junio de 2010. El equipo del programa incluía a Holzman, Dooley, su hija y su hermano, quien era el director de fotografía. La serie fue cancelada el 4 de octubre de 2010 debido a los bajos índices de audiencia en comparación con otros éxitos de verano de la cadena. 
De 2014 a 2016, Holzman fue uno de los productores y escritores de la serie Roadies de Showtime, una comedia sobre personas que trabajan con una banda de rock en gira creada por Cameron Crowe, J. J. Abrams (productor ejecutivo) y Holzman, que duró una temporada. La serie fue protagonizada por Luke Wilson, Imogen Poots, Keisha Castle-Hughes, Peter Cambor, Rafe Spall y Carla Gugino.

### Actuación
Holzman ha tenido varios papeles como actriz, principalmente cameos en sus propios programas de televisión y un papel como terapeuta en Curb Your Enthusiasm. También tuvo un pequeño papel en la película Jerry Maguire. Escribió y realizó varios ensayos personales en shows en Los Ángeles y aparece en su CD Play the Word (Vol. 1).

## Vida personal
Holzman ha estado casada con el actor de carácter Paul Dooley, a quien conoció en una clase de improvisación en Nueva York, desde el 18 de noviembre de 1984. Holzman señala que su diferencia de edad de 26 años es «… una gran parte de nuestras vidas, pero en cierto modo no tiene sentido». Tienen una hija, Savannah Dooley y viven en Toluca Lake en Los Ángeles, California.

## Filmografía

### Escritora
- The Wonder Years (1990) (TV) (1 episodio)[2]
- Thirtysomething (1990-1991) (TV)
- My So Called Life (1994-1995) (TV) (creadora)
- 'Til There Was You (1997)
- Once and Again (1999-2002) (TV)
- Wicked (2003) (teatro)
- Huge (2010) (TV) (cocradora)
- Roadies (2016) (TV)
- Wicked: Parte uno (2024)
- Wicked: Parte dos (2025)

### Actriz
- Thirtysomething como Sherry Eisen (1990) (TV)
- Major Dad como Sra. Burns (1992) (TV)
- My So Called Life como Cathy Kryzanowski (1994) (TV)
- Jerry Maguire como Miembro del grupo femenino (1996)
- Love, American Style como Miss Hepker (1999) (TV)
- Once and Again como Shelley (2000-2002) (TV)
- Roswell como Madame Vivian (2000-2002) (TV)
- Hopeless Pictures como Actress (2005) (TV)
- Curb Your Enthusiasm como Dra. Slavin (2007) (TV)
- Checkmate como Sra. Sappington (2009) (short film)
- The Comeback como Supervisora (2014) (TV)
- You People como Sra. Greenbaum (2023)